# Гроші задарма
Гроші задарма (англ. Money for Nothing) — американський фільм 1993 року.

## Сюжет
Безробітний Джої опинився поруч, коли з інкасаторської машини випав мішок з мільйоном доларів. Здавалося, тепер всі проблеми вирішені, але легкі гроші зазвичай пов'язані з великими труднощами. На Джої оголошено справжнє полювання: шукачі винагороди і поліція женуться за ним по п'ятах. І Джої дуже скоро починає розуміти, як важко бути мільйонером.

## У ролях
| Актор                | Роль              |
| -------------------- | ----------------- |
| Джон К'юсак          | Джої Койл         |
| Дебі Мазар           | Моніка Руссо      |
| Майкл Медсен         | детектив Лоренці  |
| Бенісіо Дель Торо    | Діно Палладіно    |
| Майкл Рапапорт       | Кенні Козловські  |
| Морі Чайкін          | Вінсенте Гольдоні |
| Джеймс Гандольфіні   | Біллі Койл        |
| Фіоннула Фленаган    | місіс Койл        |
| Елізабет Бракко      | Елеонора Койл     |
| Ешлі Діджон          | Кеті Койл         |
| Ленні Веніто         | Гербек            |
| Філіп Сеймур Гоффман | Кокран            |